# No culpes a la noche (programa de televisión)
No culpes a la noche fue un programa de televisión de medianoche emitido por TVN de lunes a viernes a medianoche, entre mayo de 2018 y diciembre de 2019. El nombre del programa estaba inspirado en el coro de «Será que no me amas», versión de Luis Miguel para «Blame It on the Boogie» de The Jackson 5.

## Historia
El programa nace como una respuesta de TVN a un nuevo boom del horario de trasnoche en la televisión chilena, con el éxito del talk show franjeado La noche es nuestra de Chilevisión, a comienzos de 2018, y al que se le sumó Sigamos de largo de Canal 13, y la reformulación de Más vale tarde en Mega. Anteriormente, TVN había incursionado en el género con programas como La tele o yo (2006) con Julio César Rodríguez, y A/Z (2010) con Ignacio Franzani, ninguno con gran éxito.
A mediados de enero de 2018, el canal estatal comenzó a elaborar el proyecto que, en un principio, contaría con el comediante argentino Jorge Alís en la conducción. El programa comenzó a tomar forma bajo la producción de Natalia Freire y, en marzo, se comenzaron a barajar distintos nombres, incluyendo a actores, comediantes y presentadores. Finalmente, la presentadora del espacio fue Katherine Salosny quien retornó a TVN tras cinco años en el matinal Mucho gusto de Mega, y de la que fue desvinculada por no renovación de contrato. El programa comenzó a transmitirse el lunes 14 de mayo de 2018, con el periodista y comediante Felipe Avello de invitado y emitido completamente en vivo de lunes a viernes. 
A inicios de 2019, se integraron Ignacio Gutiérrez y Camila Stuardo al programa. Gutiérrez dejó el espacio a fines de febrero de 2019, mientras que Salosny renunció a TVN en septiembre de 2019, siendo reemplazada en la presentación del programa por Cristián Sánchez, quien se había sumado al espacio en abril. En noviembre de 2019, tras el estallido de las protestas en Chile, el programa da un giro a un tono de debate, siendo conducido por Stuardo, Andrés Vial y Gino Costa. Finalmente, en diciembre de ese año, el programa fue sacado del aire.

## Conducción

### Presentadores
- Katherine Salosny (2018-2019)
- Camila Stuardo (2019)
- Ignacio Gutiérrez (2019)
- Cristián Sánchez (2019)
- Andrés Vial (2019)
- Gino Costa (2019)

### Panelistas estables
- Carola Julio (2019)
- Manuel González (2019)
- Daniela Palavecino (2019)
- Helhue Sukni (2019)
- Claudio Fariña (2019)